# Stefan Rostkowski
Stefan Rostkowski (ur. 30 sierpnia 1906 w Policznie, zm. 4 marca 1947 w Warszawie) – polski piłkarz, występujący w trakcie swojej kariery na pozycji napastnika. Wieloletni zawodnik Legii Warszawa. 
W Legii Warszawa zadebiutował 31 maja 1931 w przegranym 1:0 meczu z Ruchem Chorzów. Ostatni mecz w barwach Legii rozegrał 28 maja 1933, kiedy to Legia przegrała z ŁKS Łódź. Następnie od 1937 do 1939 grał w Zniczu Pruszków.